# 정효정
정효정(鄭孝正, 1984년 1월 26일~)은 대한민국의 펜싱 선수, 지도자이다.

## 생애
정효정은 2002년 주니어 세계선수권 대회의 여자 에페 개인전에서 동메달을 받으며 주목을 받았다. 정효정은 첫 에페 개인전 금메달을 2010년 펜싱 아시아 선수권 대회에서 획득하였다. 그녀는 이 대회 결승전에서 중화인민공화국의 뤄샤오쥐안을 4-3으로 이겼다. 같은 해, 2010년 FIE 펜싱 세계 선수권 대회에서 정효정은 팀 동료 신아람과 함께 단체전 동메달을 획득하였다.
그녀는 2012년 하계 올림픽에 참가하여 단체전에서 은메달을 획득하였다. 같은 대회의 개인전에서는 러시아의 안나 십코바에 12-15로 역전패를 당하였다.

## 수상

### 수훈
- 체육훈장 맹호장(2013년 10월 15일)